# Epson QX-10

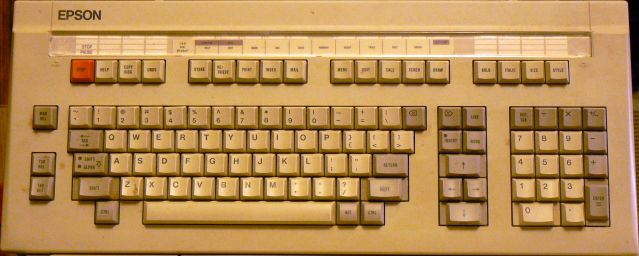
Teclado específico de Valdocs en una Epson QX-16

La Epson QX-10 es una microcomputadora con CP/M o TPM-III (compatible con CP/M-80) que se introdujo en 1983. Se basa en el microprocesador Zilog Z80, corriendo a 4 MHz, con hasta 256 KiB de memoria RAM, organizada en cuatro bancos conmutables, e incluyó un chip procesador de gráficos separado (µPD7220) fabricado por NEC para proporcionar capacidades gráficas avanzadas. En los Estados Unidos y Canadá se lanzaron dos versiones; una configuración básica CP/M con 64 KB RAM y la configuración HASCI con 256 KB RAM y el teclado especial HASCI para usarse con el paquete de aplicaciones integrado llamado Valdocs. La TPM-III era usada con Valdocs y algunos programas protegidos contra copia como Logo Professor. Las versiones europeas y japonesas eran configuraciones CP/M con 256 kB y un intérprete BASIC gráfico.
La máquina tenía ranuras de extensión internas, que podían usarse para puertos seriales adicionales, tales como tarjetas de red o extensiones de terceros como un procesador Intel 8088, agregando compatibilidad con MS-DOS. 
Rising Star Industries fue el principal proveedor de software estadounidense para la serie HASCI QX. Su línea de productos incluía el sistema operativo TPM-II y III, Valdocs, una implementación robusta del lenguaje BASIC, una biblioteca de API gráfica utilizada por una variedad de productos que inicialmente admitía las funciones de dibujo y relleno de líneas, y luego se extendió para admitir las placas de color del QX-16, ensamblador Z80 y monitor de código de máquina Zapple de bajo nivel que se puede invocar desde el interruptor DIP de configuración en la parte posterior de la máquina.

## QX-11
El «Abacus» es una máquina compatible IBM PC que inicia con MS-DOS 2.11 desde la ROM de 64 KB. Posee un Intel 8086-2 a 8 MHz, desde 128 hasta 512 KiB de memoria RAM y dos disqueteras de 3½" (de 360 KB). El chip de sonido tiene 3 tonos de sonido más un canal de ruido con 16 niveles de volumen independientes, gráficos de 640x400 y los puertos del joystick son compatibles con Atari 2600. También soportaba cartuchos ROM personalizados.

## QX-16
Su sucesor, el procesador dual QX-16, agregó un procesador Intel de 16 bits con CGA (adaptador de gráficos en color) que también le permite también iniciar MS-DOS 2.11. La carcasa del QX-16 se amplió para proporcionar suficiente espacio físico para un disco duro interno en contraste con la configuración de doble disquete del QX-10.

## Valdocs
VALuable DOCumentS de Rising Star Industries es una pseudo-interfaz gráfica WYSIWYG/SO para la creación y gestión de documentos, escrito como un conjunto de módulos de aplicaciones y sistemas interactivos que se ejecutan solo en las computadoras Epson QX-10 y Epson QX-16 Una versión diseñada para ejecutarse en el IBM PC estaba en desarrollo cuando Rising Star cerró en 1986. 
Valdocs se lanzó como versión beta a fines de 1982. Las versiones beta y de producción inicial de los módulos de aplicación de Valdocs se escribieron en el lenguaje de programación Forth mientras que sus módulos orientados al sistema (como correo electrónico y utilidades de disco) se escribieron en lenguaje ensamblador Z-80. Las versiones posteriores de las aplicaciones de Valdocs se escribieron en el lenguaje de programación C con algunos módulos escritos en RSI Basic compilado. 
El lanzamiento inicial de Valdocs incluyó aplicaciones de hoja de cálculo y procesador de textos WYSIWYG (con tipografías en pantalla, una tecla de borrado, macros de teclado y múltiples formatos de pantalla), una base de datos de fichas, un módulo de correo electrónico/comunicaciones y un administrador de escritorio con una libreta de direcciones, administrador de listas de correo, bloc de notas, corrector ortográfico, ValDraw y ValPaint, calculadora y más. El programa E-Mail funcionó en segundo plano permitiendo que el correo fuera enviado por módem a otra computadora. Valdocs fue uno de los primeros entornos que permitió a los usuarios incrustar elementos como hojas de cálculo y figuras en documentos de procesamiento de texto.
Chris Rutkowski y Roger Amidon trabajaron en el diseño preliminar de la computadora QX-10; Amidon continuó diseñando software para el sistema QX después de que Epson y Rising Star Inc. detuvieran la producción. Los diseñadores de programas como Dan Oja y Nelson Donley desarrollaron software gráfico y de otro tipo para el QX-10 y el QX-16.
El cambio entre programas se realizaba presionando una tecla de acceso rápido asociada en el teclado del QX-10 (que fue diseñado específicamente para admitir Valdocs, incluida una tecla DESHACER) o seleccionando un programa de un menú que invocaba la tecla de acceso rápido. El teclado se denominó HASCI (Human Application Standard Computer Interface, interfaz de computadora estándar de aplicación humana) después de que la interfaz de usuario con el mismo nombre fue promovida por Rising Star Industries.

### Problemas de rendimiento y estabilidad
Valdocs en el QX-10 fue muy lento y con errores. En la revisión de 1983 de InfoWorld de la QX-10 describe el software como una «gran idea, implementación cuestionable». Informó que Valdocs en la computadora «es lento. A veces se limita un poco, pero otras veces se arrastra. El ingreso de texto se convierte en un pasatiempo desconcertante cuando la pantalla se retrasa hasta 60 caracteres detrás de su escritura y pierdes caracteres». La revista agregó que «VALDOCS se colgó (falló) varias veces mientras lo usábamos para escribir esta crítica. Perdimos datos cada vez, estuvimos a punto de perder un disco completo y volvimos a escribirlo en nuestra confiable IBM PC para cumplir con la fecha de entrega». Aconsejó a los usuarios que hicieran copias de seguridad de sus archivos, pero declaró que, dado que el proceso era tan lento, la computadora los alentó a evitar hacerlo hasta que fue demasiado tarde. Mientras se elogiaba al QX-10 en sí («Físicamente esta es una máquina excelente») y la facilidad de uso de Valdocs, Jerry Pournelle escribió en BYTE en agosto de 1983 que «el primer problema es obvio desde el otro lado de la sala. El sistema Valdocs es lento. Parece que lleva una eternidad hacer operaciones de disco. Llegar desde el principio hasta el final de un documento de seis páginas lleva 15 segundos. Eliminar las primeras tres páginas del mismo documento lleva 20 segundos». Él creía que el software "ha llevado al chip Zilog Z80 más allá de sus límites... No creo que Valdocs se ejecute correctamente hasta que se use algo como el Intel 8086 o el 68000».
En enero de 1984, Pournelle informó que la versión 1.18 «es rápida, [pero] no es lo suficientemente rápida para mí, mi esposa o mi asistente. En particular, no está diseñado para ser utilizado como un sustituto de una máquina de oficina. Simplemente lleva demasiado tiempo obtener una carta comercial con Valdocs. Solo recibir la dirección del sobre puede llevar un minuto completo o más». Reiteró que «el hardware está bien», pero se preguntó si «la industria necesita otra computadora Z80 por más de US$1984» sin software utilizable. Pournelle concluyó: «No puedo, en buena conciencia, recomendar [Valdocs] a nadie que tenga un trabajo de producción real que realizar. Es demasiado lento». El presidente de un grupo de usuarios de QX-10 se quejó en abril de que el procesador de texto era «lento en comparación con mi madre corriendo la milla... Tengo cuatro versiones diferentes y ninguna funciona bien». La opinión de Creative Computing de la computadora y el software en junio también tomó nota de la lentitud del editor Valdocs, que calificó de «exasperantemente lenta en muchos casos». Notó que el procesador de 4 MHz no tuvo la culpa, porque otros procesadores de texto funcionaron tan rápido como en otras computadoras CP/M de 8 bits. A pesar de la promesa de Epson de mejorar la velocidad, Valdocs 2 se mantuvo lento; la revisión de InfoWorld's de 1985 del QX-16 informó que la computadora estaba «severamente limitada por la operación lenta de Valdocs». Si bien el revisor no informó sobre cuelgues, un «retraso pequeño pero perceptible» entre presionar una tecla y el carácter que aparece en la pantalla cuando se usa el procesador de texto, creció con el tiempo para ser «significativo y molestar a los grandes usuarios de procesamiento de texto», y la hoja de cálculo era «terriblemente lenta para hacer casi todo». Pournelle concluyó ese año que Valdocs «tenía fallas fatales», y señaló que Epson aconsejó a los usuarios de Valdocs 2 que compartieran datos entre el creador de gráficos y el procesador de textos con «tijeras, cinta y una fotocopiadora».